# Элит-плаза
Бизнес-центр «Элит-плаза» (арм. Էլիտ Պլազա Բիզնես Կենտրոն) — 19-этажный деловой комплекс в финансовой части Еревана площадью 21.700 тыс. м², открытый в 2013 году. Располагается на улице Мовсеса Хоренаци, дом 15. «Элит-плаза» — крупнейший бизнес-центр на Кавказе на момент открытия.

## История
Здание построено компанией «Элит-групп», завершено в январе 2013 и открыто в феврале 2013. Бизнес-центр предлагает офисные помещения, торговые площади, конференц-залы и выставочные залы. Международная финансовая корпорация (МФК), входящая в структуру Всемирного банка, и Европейский банк реконструкции и развития (ЕБРР) для развития бизнес-среды и повышения занятости в Армении подписали договор с застройщиком «Элит-групп» в ходе церемонии открытия гостиницы «Агверан-отель» и предоставили ему заёмные средства в размере 5,4 млн и 3,6 млн $, соответственно.

## Арендаторы
- Элит Груп ЗАО [7]
- "АКРА КРЕДИТ РЕПОРТИНГ"  ЗАО [8]
- "Альфа Групп"  OOO  [9]
- "АЛВАРИУМ" OOO [10]
- АРАРАТБАНК  OAO [11]
- Армянский Експортный Центр ЗАО
- "АРМЕНИАН КАРД"  ЗАО [12]
- «Радио Свобода» в  Республике Армения  [13]
- Бисофтид Груп ООО
- Болтать ЗАО
- Капитан Тревл Клаб ООО  [14]
- Клинсофт ООО
- Дайменшн ЗАО [15]
- "ЭПАМ СИСТЕМЗ" ООО [16]
- Офис Примирителя Финансовой системы Фонд   [17]
- Флат-Клаб ЗАО  [18]
- ФТС ООО
- Гарден 5 ООО
- Глоббинг ООО [19]
- Хайтек Солушнс ООО [20]
- "АЙ БИ ЭС КОНСАЛТИНГ ГРУП"  ООО [21]
- ИНЕКОБАНК ЗАО [22]
- Интералко ООО  [23]
- Интертек ООО [24]
- Международный Республиканский Институт  [25]
- ФОНД "ПОДДЕРЖКА ДЖАВАХКУ"  [26]
- Костандян и Партнеры ООО [27]
- Легенда Интернейшнл ООО
- "МАЛХАСЯНШИН" ООО  [28]
- Менторклик Интернешнл ООО [29]
- Милхаус ООО
- Нерсессеан ООО [30]
- Нейрохаб Бизнес Академия ООО [31]
- "НОКИА СОЛУШНС ЕНД НЕТВОРКС " ЗАО [32]
- Представительства АО <Олайнфарм> в Республике Армения [33]
- Оптим Армения ООО  [34]
- Ривиера Капитал ЗАО [35]
- Шнайдер Груп ООО [36]
- АЙСИЕЙИ ООО
- Скай Мед ООО [37]
- Солид Иншуранс ООО
- СМАРТ Джамп  ООО [38]
- Стил Груп ООО
- Войаго ООО [39]
- ФОНД ГАРАНТИРОВАНИЯ ВОЗМЕЩЕНИЯ ВКЛАДОВ [40]
- Инфопеи ООО [41]
- Рестарт Иншуранс ООО
- Хандрид ЗАО
- Релевант ООО